# مترو (مدير كلمات المرور)
مِترو (بالإنجليزية: Mitro)‏ هو برنامج إدارة كلمات السر حرّ للأفراد يقوم بحفظ بيانات تسجيل دخولك للمواقع بأمان.